# 大阪湾断層帯
大阪湾断層帯（おおさかわんだんそうたい）は、兵庫県神戸市沿岸から大阪湾南部に位置する活断層帯である。
| [[神戸市\|神戸]] [[大阪市\|大阪]] 淡路島 [[和歌山市\|和歌山]] 明石海峡 播磨灘 大阪湾 紀淡海峡 紀伊水道                                                  |
| ランドサット7号による大阪湾付近の人工衛星写真。大阪湾と表示されている部分付近に南北に走る断層帯がある。 ※表示環境によっては文字がずれることがあります。 |

神戸市の六甲アイランド付近を北端として洲本市沖まで南西に伸びる全長約39kmの西側隆起の逆断層帯で、3km以浅の断層の傾斜角は60-80°と推定される。大阪層群の基底面累積上下変位量から、断層帯中央部の平均変位速度 (上下成分)は0.5-0.7m/千年であると推定される。神戸港で行われた音波探査から、1200年前あたりの層が撓曲変形を受けており、これがこの断層帯の最新活動によるものである可能性が指摘されている。

## 想定被害
政府の地震調査研究推進本部によると、大阪湾断層帯は洲本市沖から神戸・六甲アイランド付近に延びる北側で4つの分岐している活断層の総称で、長さ約39km。1990年代に本格調査が始まり、未解明な部分も多いが、兵庫県内では最大震度7の揺れが予測されている。
地震調査研究推進本部の数値を基に、最悪のケースを想定した津波シミュレーションを作成。それによると、地震発生の約5分後、神戸市兵庫区から明石市と淡路島東部の沿岸部に最大約4.5m以上の津波が襲来する。約15分後には断層の東側を進む波が関西国際空港に、約30分前後には大阪府南西部に到達。さらに反射波が神戸市東部、西宮市、尼崎市に押し寄せ、1時間前後には再び神戸市西部に及ぶ。その後、狭い湾内で逃げ場のなくなった波が、約1時間間隔で神戸市西部と大阪府南西部の間をしばらくの時間行きつ戻りつするとみられる。神戸市東灘区から堺市付近までを除いた大阪湾沿岸部で、南海地震で想定される津波よりも高くなる。
北側で4つの分岐している活断層は西から和田岬断層、大阪湾断層、摩耶断層、六甲アイランド断層である。

## 断層付近で発生した地震
ここ近年の周辺部では1995年に起きた兵庫県南部地震での最大震度7と2011年和歌山県北部での最大震度5強であり、それ以外の周辺部では震度1未満から震度3程度である。
- 1946年12月21日昭和南海地震(M8.0)
- 1948年4月18日和歌山県南方沖(M7.0)
- 1948年6月15日紀伊水道(M6.7)
- 1948年6月28日福井地震(M7.1)
- 1949年1月20日兵庫県北部(M6.3)
- 1950年11月6日四国沖(M6.7)

- 1961年5月7日兵庫県南西部(M5.9)
- 1962年1月4日和歌山県南方沖(M6.4)
- 1963年3月27日若狭湾(M6.9)

- 1984年5月30日兵庫県南西部(M5.6)

- 1995年1月17日兵庫県南部地震(Mj7.3[注釈 1])
- 2000年10月6日鳥取県西部地震(M7.3)
- 2000年10月8日島根県東部(M5.6)
- 2001年1月12日兵庫県北部(M5.6)
- 2001年3月24日2001年芸予地震(M6.7)
- 2004年9月5日三重県南東沖(M7.4)
- 2004年9月7日三重県南東沖(M6.5)
- 2011年7月5日和歌山県北部(M5.5)

- 2013年4月13日淡路島地震(M6.3)[注釈 2]

## 過去の活動歴
- 大阪湾断層の最新活動時期は9世紀以降とされる[5]が、この時期は史料地震学的には「暗黒の中世」とされ、大地震が記録から漏れている可能性は多分にある。しかし、これまで南海トラフの地震と考えられてきた887年仁和地震は、京都の震度が高い、南海トラフ地震の特徴の記述に欠ける、摂津の甚だしい津波被害の記述は、大阪湾断層の活動によるとしても史料の記述と整合するとされる[6]。ただし、反論もある[7]。

- 2008年4月17日大阪湾(M4.1) - 兵庫県南部地震の余震域で起こった地震の一つ[8]。